# Claus Haensel
Claus Haensel (auch Hänsel; * 30. Oktober 1942 in Dresden; † 14. Juli 2020 in Bremen) war ein deutscher Maler, Grafiker, Bildhauer und Fotograf.

## Leben und Werk
Haensel besuchte von 1959 bis 1962 die Arbeiter- und Bauernfakultät an der Hochschule für Bildende Künste Dresden und studierte anschließend bis 1968 an der Hochschule Malerei und Grafik. Seine Ausbildung war stark an der Figur orientiert, und er arbeitete auch später bei aller Hinwendung zur Abstraktion meist figürlich.
Von 1968 bis 1970 hatte er eine Aspirantur am Institut für Architektur und baugebundene Kunst der Kunsthochschule Berlin-Weißensee. Danach arbeitete er freischaffend in Schwedt. Er erhielt u. a. Aufträge für baubezogene Arbeiten. So gestaltete er 1977/1978 mit Franz Tippel als Natursteinmosaik eine Fassade des Bezirkskrankenhaus Frankfurt/Oder (Das Leben). 1973 begann er mit Fotografie in Reihungen und Sequenzen.
Haensel stand in Kontakt u. a. mit Erika Stürmer-Alex und dem Kunsthistoriker und Galeristen Klaus Werner. 1984 wurde er mit seiner Frau, der Malerin Christine Prinz (1944–2013) von der DDR ausgebürgert. Beide reisten in die Bundesrepublik aus und arbeiteten gemeinsam freischaffend in Bremen. 2019 sagte Hänsel zu seiner Lage in der DDR und zur Ausreise: „Wir konnten künstlerisch tun, was wir wollten ... Wir wollten den Louvre sehen.“
Von 1989 bis 1993 beschäftigte Haensel sich intensiv mit dem Werk Edvard Munchs. Ab 1993 schuf er Skulpturen aus Wellpappe und Industriekartonagen. Er war zu Arbeitsaufenthalte in Rom, Paris und New York, ab 1995 in der Bretagne und an der Cote d' Azur.
Im gemeinnützigen Bremer Kultur- und Bildungsverein KUBO leitete er einen Zeichenkurs.
Haensel hatte in der DDR, der Bundesrepublik und im Ausland eine Vielzahl von Ausstellungen. In der DDR war er u. a. 1972/1973 und 1982/1973 auf der VII. und IX. Kunstausstellung der DDR in Dresden und 1977, 1979 und 1983 auf der Ausstellung „100 ausgewählte Grafiken“ vertreten.
Arbeiten Hänsels befinden sich auch in öffentlichen Sammlungen, u. a. im Lindenau-Museum Altenburg/Thür.

## Mitgliedschaften
- Verband Bildender Künstler der DDR
- BBK Bremer Verband Bildender Künstlerinnen und Künstler

## Rezeption
„Hänsel arbeitete häufig seriell, nutzte für seine meist figürlichen Malereien und Zeichnungen unterschiedliche Materialien und experimentierte auch mit der Fotografie.“